# Prix du roman arabe
Le Prix du roman arabe du Conseil des ambassadeurs arabes a été fondé en 2008. 
Son but est de « récompenser un ouvrage de haute valeur littéraire ainsi que consolider le dialogue interculturel entre le monde arabe et la France en mettant en avant la littérature arabe traduite ou écrite directement en français. » Placé sous l'égide du Conseil des ambassadeurs arabes en France en partenariat avec l'Institut du monde arabe, il est doté d'une somme de 15 000 euros.
En juin 2012, Boualem Sansal a reçu ce prix pour son livre Rue Darwin avec l'opposition des ambassadeurs arabes qui le financent ,. Ce désaveu a entraîné la démission du membre du jury Olivier Poivre d'Arvor.

## Jury
Le prix a été lancé avec comme membres du jury :
- Hélène Carrère d'Encausse de l'Académie française, présidente d'honneur ;
- Dominique Baudis, alors directeur de l'Institut du monde arabe ;
- Hélé Béji ;
- Tahar Ben Jelloun ;
- Pierre Brunel ;
- Paule Constant ;
- Paula Jacques ;
- Christine Jordis ;
- Vénus Khoury-Ghata ;
- Alexandre Najjar ;
- Olivier Poivre d'Arvor ;
- Danièle Sallenave ;
- Elias Sanbar.

## Palmarès
- 2008 : Elias Khoury pour Comme si elle dormait, traduit par Rania Samara, éd. Actes Sud.
- 2009 : Gamal Ghitany pour Les Poussières de l'effacement, traduit par Khaled Osman, éd. du Seuil.
- 2010  : Rachid Boudjedra pour Les Figuiers de Barbarie, éd. Grasset et à Mahi Binebine pour Les Étoiles de Sidi Moumen, éd. Flammarion.
- 2011 : Hanan El-Cheikh pour Toute une histoire, traduit par Stéphanie Dujols, éd. Actes Sud.
- 2012 : Boualem Sansal pour Rue Darwin, éd. Gallimard.